# Lista klanów szkockich

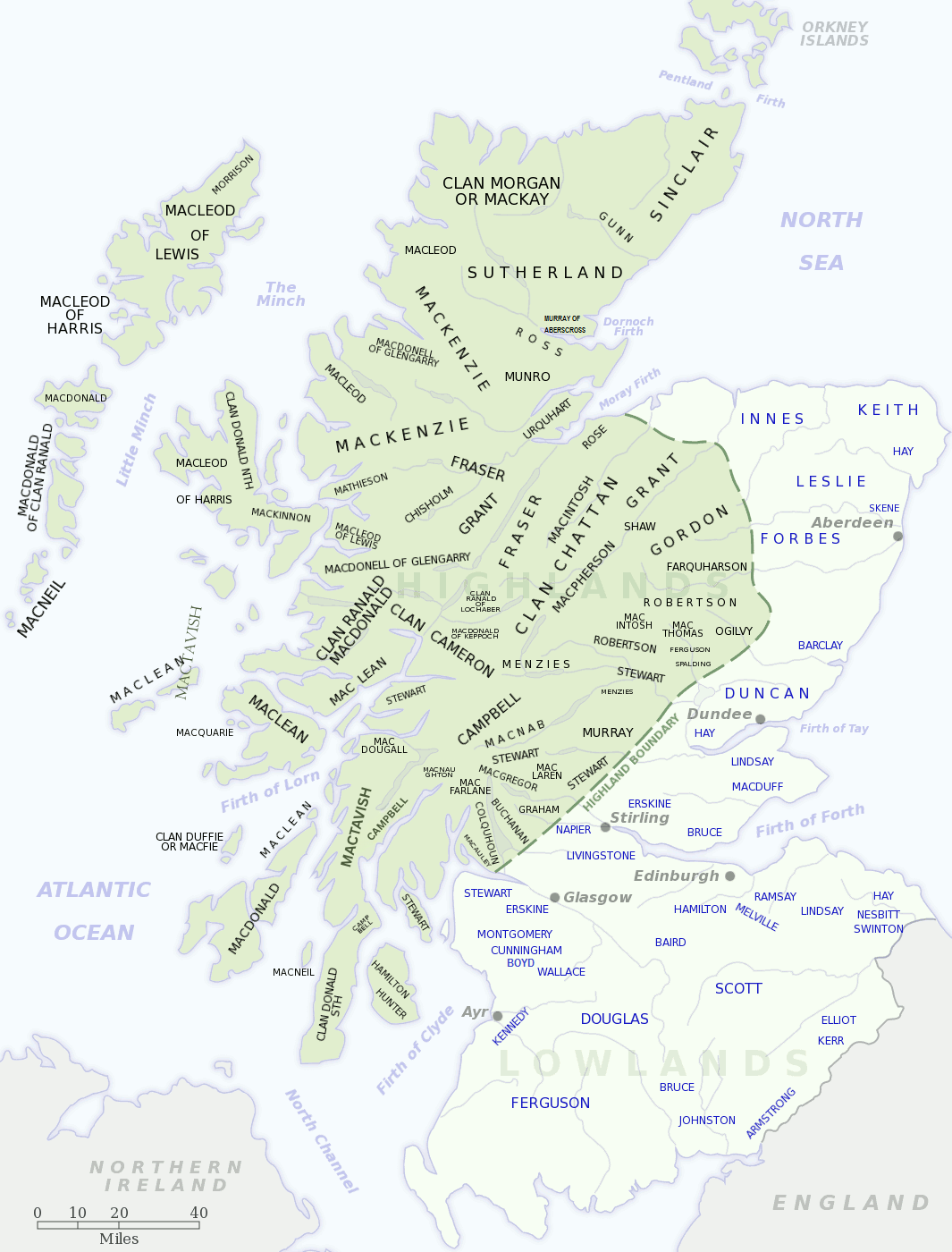
Mapa szkockich klanów

Lista klanów szkockich – lista zawiera prócz faktycznych klanów – w większości góralskich, także nazwiska wielkich rodów i rodzin, głównie z nizin (Lowlands), które przyjęły współcześnie tradycyjne formy i atrybuty klanowe. Renesans szkockiego poczucia tożsamości narodowej i atrakcyjność zewnętrznych atrybutów klanowych sprawiają, że powstają wciąż nowe, wzorowane na klanach, organizacje rodzinne. Rejestrowane są nowe wzory tartanów. Wiele mniejszych rodów czy nawet poszczególnych rodzin, bez większego znaczenia historycznego ma zarejestrowane w szkockiej heroldii swoje tartany, godła czy herby. Dlatego ta lista nie jest kompletna, zawiera najważniejsze klany i rody.
Niektóre wymienione klany były pierwotnie gałęziami wielkich klanów, z czasem uzyskały samodzielność, zazwyczaj zachowując tradycje dawnej przynależności.
Jako godło podane są najpopularniejsze wzory godeł klanowych (ang. – Crest, Clan Badge), tworzonych z klejnotu herbu rodowego naczelnika, otoczonego pasem rycerskim z wypisaną dewizą klanu, rzadziej zawołaniem bojowym. W niektórych przypadkach, z braku takiego godła zostały umieszczone zamiast godeł – herby naczelników klanów.
Podane wzory tartanów są tylko przykładowe, i pokazują podstawowy tartan danego klanu, ponieważ większość starych klanów posiada wiele wzorów na różne okazje.
Jako zawołania starano się podać klanowe zawołanie wojenne, niekiedy podana jest dewiza klanowa.
Wyróżnione zostały kolorami:
- niebieskim – klany góralskie (Highlands)
- szary – nizinne (Lowlands)
- pomarańczowy – pograniczne (Borders)
- zielony – klany mające irlandzkie gałęzie.

| #   | Klan                     | Godło lub herb         | Naczelnik | Zawołanie lub motto                           | region               | Tartan                 |
| --- | ------------------------ | ---------------------- | --- | --------------------------------------------- | -------------------- | ---------------------- |
| 0   | Abercrombie              |                        | Baron Abercromby of Aboukir                                                                                                  | Vive ut vivas                                 | Lowlands             |                        |
| 1   | Agnew                    |                        | Crispin Agnew of Lochnaw, 11. Bt.                                                                                            | Consilo non impetu                            | Lowlands             |                        |
| 2   | Anderson                 |                        | Anderson of That Ilk | Stand sure!                                   | Lowlands             |                        |
| 3   | Anstruther               |                        | Ian Anstruther of that Ilk, 8. i 13. Bt.                                                                                     | Periissem ni periissem                        | Lowlands             |                        |
| 4   | Arbuthnott               |                        | John Campbell Arbuthnott, 16. wicehrabia Arbuthnott                                                                          | Laus Deo                                      | Lowlands             |                        |
| 5   | Armstrong                |                        | Armstrong of Mangerton | Invictus Maneo                                | Borders              |                        |
| 6   | Balfour                  |                        | Balfour of Balfour | Forward                                       | Lowlands             |                        |
| 7   | Bannerman                |                        | David Gordon Bannerman of Elsick, 15. Baronet                                                                                | Pro Patria                                    | Lowlands             |                        |
| 8   | Barclay                  |                        | Peter Barclay of Towie Barclay and of that Ilk                                                                               | Aut agere aut mori                            | Lowlands             | myśliwski tartan klanu |
| 9   | Borthwick                |                        | John Hugh Borthwick of that Ilk, 24. Lord Borthwick                                                                          | Qui conducit                                  | Lowlands             |                        |
| 10  | Boyd                     |                        | Alastair Ivor Gilbert Boyd, 7. Baron Kilmarnock                                                                              | Confido                                       | Lowlands             |                        |
| 11  | Boyle                    |                        | Patrick Robin Archibald Boyle, 10. Earl Glasgow                                                                              | Dominus providebit                            | Lowlands             |                        |
| 12  | Brodie                   |                        | Alexander Brodie of Brodie                                                                                                   | Unite                                         | Lowlands             |                        |
| 13  | Broun                    |                        | Sir William Broun of Coultson, Bt.                                                                                           | Floreat majestas                              | Lowlands             |                        |
| 14  | Bruce                    |                        | Andrew Douglas Alexander Thomas Bruce, 11. Earl Elgin                                                                        | Fuimus                                        | Lowlands             |                        |
| 15  | Buchan                   |                        | David Buchan of Auchmacoy | Non inferiora secutus                         | Lowlands             |                        |
| 16  | Buchanan                 |                        | Buchanan of Buchanan |                                               | Highlands            |                        |
| 17  | Burnett                  |                        | James Burnett of the Leys | Virescit vulnere virtus                       | Lowlands             |                        |
| 18  | Cameron                  |                        | Col. Sir Donald Cameron of Lochiel                                                                                           | Aonaibh ri cheile                             | Highlands            |                        |
| 19  | Campbell                 |                        | Torquhil Ian Campbell, 13. diuk Argyll                                                                                       | Ne obliviscaris                               | Highlands            |                        |
| 20  | Carmichael               |                        | Richard Carmichael of Carmichael                                                                                             | Tout jour prest                               | Lowlands             |                        |
| 21  | Carnegie                 |                        | James George Alexander Bannerman Carnegie, 3i diuk Fife                                                                      | Dred God                                      | Lowlands             |                        |
| 22  | Cathcart                 |                        | Charles Alan Andrew Cathcart, 7. Earl Cathcart                                                                               | I hope to speed                               | Lowlands             |                        |
| 23  | Charteris                |                        | Francis David Charteris, 12. Earl Wemyss i 8. Earl March                                                                     | This is our charter                           | Lowlands             |                        |
| 24  | Chattan                  |                        | Malcolm K. MacKintosh of Clan Chattan                                                                                        | Touch not the catt but [without] a glove      | Highlands            |                        |
| 25  | Chisholm                 |                        | Hamish Chisholm of Chisholm                                                                                                  | Feros ferio                                   | Lowlands             |                        |
| 26  | Cochrane                 |                        | Iain Alexander Douglas Blair Cochrane, 15. Earl Dundonald                                                                    | Virtute et labore                             | Lowlands             |                        |
| 27  | Colquhoun                |                        | Ivor Colquhoun of Luss, 8. Bt.                                                                                               | Si je puis                                    | Highlands            |                        |
| 28  | Colville                 |                        | John Mark Alexander Colville, 4. wicehrabia Colville of Culross                                                              | Oublier ne puis                               | Lowlands             |                        |
| 26  | Craunston                |                        | David Cranston of that Ilk and Corehouse                                                                                     | Thou shalt want ere I want                    | Lowlands             |                        |
| 29  | Crichton                 |                        | David Maitland Makgill Crichton of that Ilk                                                                                  | God send grace                                | Lowlands             |                        |
| 30  | Cumming/Comyn            |                        | Sir Alexander Gordon Cumming of Altyre, 7. Bt.                                                                               | Courage                                       | Lowlands             |                        |
| 31  | Darroch                  |                        | Duncan Darroch of Gourock | Be watchfull                                  | Lowlands             |                        |
| 32  | Davidson                 |                        | Alister Davidson of Davidston                                                                                                | Sapienter si sincere                          | Highlands            |                        |
| 33  | Dewar                    |                        | Michael Kenneth Dewar of that Ilk and Vogrie                                                                                 | Quid non pro patria                           | Lowlands             |                        |
| 34  | Douglas                  |                        | vacat | J’amais apriere                               | Borders & Lowlands   |                        |
| 35  | Drummond                 |                        | John Eric Drummond, 18. Earl Perth                                                                                           | Virtutem coronat honos                        | Highlands            |                        |
| 36  | Dunbar                   |                        | Sir James Dunbar of Mochrum, 14. Bt.                                                                                         | In promptu                                    | Lowlands             |                        |
| 37  | Dundas                   |                        | Dundas of Dundas | Essayez                                       | Lowlands             |                        |
| 38  | Durie                    |                        | Andrew Durie of Durie | Confido                                       | Lowlands             |                        |
| 38  | Eliott                   |                        | Margaret Eliott of Redheugh                                                                                                  | Fortiter et recte, Soyez sage                 | Borders & Lowlands   |                        |
| 40  | Elphistone               |                        | The Rt. Hon. Lord Elphinstone                                                                                                | Cause causit                                  | Lowlands             |                        |
| 41  | Erskine                  |                        | James Thorne Erskine, 14. Earl Mar i 16. Earl Kellie                                                                         | Je pense plus                                 | Lowlands             |                        |
| 42  | Farquharson              |                        | Alwyne Farquharson of Invercauld                                                                                             | Fide et fortitudine                           | Highlands            |                        |
| 43  | Fergusson                |                        | Sir Charles Fergusson of Kilkerran, 9. Bt.                                                                                   | Dulcius ex asperis                            | Lowlands             |                        |
| 43  | Forbes                   |                        | Nigel Ivan Forbes, 23i Lord Forbes                                                                                           | Grace me guide                                | Lowlands             |                        |
| 44  | Forrester                |                        | Ben Forrester | Blaw, Hunter, Blaw Thy Horn                   | Lowlands             |                        |
| 45  | Forsyth                  |                        | Alister Forsyth of that Ilk                                                                                                  | Instaurator ruinae                            | Lowlands             |                        |
| 46  | Fraser                   |                        | Flora Marjory Fraser, Lady Saltoun of Abernethy                                                                              | All hope is my God                            | Highlands & Middland |                        |
| 47  | Fraser of Lovat          |                        | Simon Fraser, 18. Lord Lovat                                                                                                 | Je suis prest                                 | Highlands & Middland |                        |
| 48  | Gayre                    |                        | Reinold Gayre of Gayre and Nigg                                                                                              | Super astra spero                             | Highlands            |                        |
| 49  | Gordon                   |                        | Granville Charles Gomer Gordon, 13. Markiz Huntly                                                                            | Bydant                                        | Highlands & Middland |                        |
| 50  | Graham                   |                        | James Graham, 8. Diuk Montrose                                                                                               | Ne oublie                                     | Lowlands             |                        |
| 51  | Grant                    | Godło klanu Grant      | James Patrick Trevor Grant of Grant, 6. Baron Strathspey                                                                     | Stand fast                                    | Highlands            |                        |
| 52  | Grierson                 |                        | Sir Michael Grierson of Lag, 12. Bt.                                                                                         | Hoc securior                                  | Lowlands             |                        |
| 53  | Gunn                     |                        | Iain Alexander Gunn of Banniskirk                                                                                            | Aut pax aut bellum                            | Highlands            |                        |
| 54  | Guthrie                  |                        | Alexander Guthrie of Guthrie                                                                                                 | Sto pro veritate                              | Lowlands             |                        |
| 55  | Haig                     |                        | George Alexander Eugene Douglas Haig, 2i Earl Haig                                                                           | Tyde what may                                 | Lowlands             |                        |
| 56  | Haldane                  |                        | Martin Haldane of Gleneagles                                                                                                 | Suffer                                        | Lowlands             |                        |
| 57  | Hamilton                 |                        | Angus Douglas Hamilton, 15. Duke of Hamilton                                                                                 | Through                                       | Lowlands & Highlands |                        |
| 58  | Hannay                   |                        | David Hannay of Kirkdale and of that Ilk                                                                                     | Per ardua ad alta                             | Lowlands             |                        |
| 59  | Hay                      |                        | Merlin Sereld Victor Gilbert Moncreiffe, 24. Earl Erroll                                                                     | Serva jugum                                   | Lowlands             |                        |
| 60  | Henderson                |                        | Alistair D. Henderson of Fordell                                                                                             | Sola virtus nobilitat                         | Lowlands             |                        |
| 61  | Home                     |                        | David Douglas-Home, 15. Earl Home                                                                                            | Nulli Secundus                                | Lowlands             |                        |
| 62  | Hope                     |                        | Sir John Hope of Craighall, Bt.                                                                                              | At spes infracta                              | Lowlands             |                        |
| 63  | Hunter                   |                        | Pauline Hunter of Hunterston                                                                                                 | Cursum perficio                               | Lowlands & Highlands |                        |
| 64  | Innes                    |                        | Ines of That Ilk | Be traist                                     | Highlands            |                        |
| 65  | Irvine of Drum           |                        | David Charles Irvine of Drum                                                                                                 | Sub sole sub umbra virens                     | Lowlands             |                        |
| 66  | Jardine                  |                        | Sir Alexander Jardine of Applegarth, 12. Bt.                                                                                 | Cave adsum                                    | Lowlands             |                        |
| 67  | Johnstone                |                        | Patrick Andrew Wentworth Johnstone of Annandale and of that Ilk, 11. Earl Annandale Hartfell                                 | Nunquam non paratus                           | Lowlands & Borders   |                        |
| 68  | Keith                    |                        | James William Falconer Keith, 14. Earl Kintore                                                                               | Veritas vincit                                | Lowlands             |                        |
| 69  | Kennedy                  |                        | Archibald Angus Charles Kennedy, 8. Markiz Ailsa                                                                             | Avise la fin                                  | Lowlands & Irland    |                        |
| 70  | Kerr                     |                        | Michael Andrew Foster Jude Kerr, 13. Markiz of Lothian                                                                       | Sero et serio                                 | Lowlands & Borders   |                        |
| 71  | Kinkaid                  |                        | Arabella Kincaid of Kincaid                                                                                                  | This i’ll defend                              | Highlands            |                        |
| 72  | Lamont                   |                        | Peter N. Lamont of that Ilk                                                                                                  | Ne parcas nec spernas                         | Highlands            |                        |
| 73  | Leask                    |                        | Anne Leask of Leask. | Virtute cresco                                | Lowlands             |                        |
| 74  | Lennox                   |                        | Edward J. H. Lennox of that Ilk and Woodhead                                                                                 | I’ll defend                                   | Lowlands             |                        |
| 75  | Leslie                   |                        | James Malcolm David Leslie, 22i Earl Rothes                                                                                  | Grp fast                                      | Lowlands             |                        |
| 76  | Lindsay                  |                        | Robert Alexander Lindsay, 29. Earl Crawford i 12. Earl of Balcarres                                                          | Endure fort                                   | Lowlands             |                        |
| 77  | Livingstone              |                        | Earl of Linlithgow | Si ne puis                                    | Lowlands             |                        |
| 78  | Lokhart                  |                        | Angus H. Lockhart of the Lee                                                                                                 | Corda serrata pando                           | Lowlands             |                        |
| 79  | Logan                    |                        | Logan of that Ilk | Hoc majorum virtus                            | Lowlands             |                        |
| 80  | Lumsden                  |                        | Patrick Gillem Lumsden of that Ilk and Blanerne                                                                              | Amor patitur moras                            | Lowlands             |                        |
| 81  | Lyon                     |                        | Michael Fergus Bowes-Lyon, 18. Earl Strathmore i Kinghorne                                                                   | In Te Domine Speravi                          | Lowlands             |                        |
| 82  | MacAlister               | Godło klanu Macalister | William St J. S. MacAlester of Loup & Kennox                                                                                 | Fortiter                                      | Highlands            |                        |
| 83  | MacAlpine                |                        | MacAlpine of MacAlpine | Cuinich bas Alpan!                            | Highlands            |                        |
| 84  | MacArthur                |                        | John Alexander MacArthur of that Ilk and Milton                                                                              | Fide ot opera                                 | Highlands            |                        |
| 85  | MacAulay                 |                        | Georg Macaulay of That Ilk                                                                                                   | Dulce perriculum                              | Highlands & Lowlands |                        |
| 86  | MacBean,McBain           |                        | James Hughston McBain of McBain                                                                                              | Touch not a catt bot a targe                  | Highlands            |                        |
| 87  | Donald                   |                        | Godfrey James Macdonald of Macdonald, 8. Baron Macdonald of Slate                                                            | Per mare per terras                           | Highlands & Irland   |                        |
| 88  | MacDonald of Clan Ranald | Godło klanu Macdonald  | Ranald Alexander Macdonald of Clanranald, 24th Chief and Captain of Clanranald                                               | My hope is constant in thee                   | Highlands            |                        |
| 89  | MacDonald of Keppoch     |                        | Ranald Macdonald of Keppoch                                                                                                  | Air muir’s tir                                | Highlands            |                        |
| 90  | MacDonald of Sleat       | Goddło klanu Macdonald | Sir Ian Godfrey Bosville Macdonald of Sleat, 17th Baronet, Premier Baronet of Nova Scotia, 25th Chief of Macdonald of Sleat, | Per mare per terras                           | Highlands            |                        |
| 91  | MacDonell of Glengarry   |                        | Euan Macdonell of Glengarry, 23rd Chief of Macdonell of Glengarry (13th titular Lord Macdonell).                             | Creag an Fhitich                              | Highlands            |                        |
| 92  | MacDougall               | Godło klanu Macdougall | Morag Morley MacDougall of MacDougall                                                                                        | Buaidh no bas                                 | Highlands            |                        |
| 93  | MacDuff                  |                        | Duff of Braco | Deus iuvat                                    | Highlands            |                        |
| 94  | MacEwen                  |                        | MacEwen of MacEwen | Reviresco                                     | Highlands            |                        |
| 95  | MacFarlane               |                        | MacFarlane of MacFarlane | This i’lle defend                             | Highlands            |                        |
| 96  | Gregor                   |                        | Sir Malcolm Gregor MacGregor of MacGregor, 7. Bart.                                                                          | S’rioghal mo dhream!                          | Highlands            |                        |
| 97  | MacIan of Ardnamurchan   | herb wodza klanu       | MacIan of Ardnamurchan | I hope I byde                                 | Highlands            |                        |
| 98  | MacIntyre                |                        | Donald R. MacIntyre of Glenoe                                                                                                | Per ardua                                     | Highlands            |                        |
| 99  | Morgan (MacKay)          |                        | Hugh William Mackay, 14. Lord Reay                                                                                           | Manu forti                                    | Highlands            |                        |
| 100 | MacKenzie                | Godło klanu Mackenzie  | John Ruaridh Grant MacKenzie, 5th Earl of Cromartie                                                                          | Luceo non uro                                 | Highlands & Irland   |                        |
| 101 | MacKinnon                |                        | Anne MacKinnon of MacKinnon                                                                                                  | Audentes fortuna juvat                        | Highlands            |                        |
| 102 | MacKintosh               |                        | John Lachaln Mackintosh of Mackintosh                                                                                        | Touch not the cat bot a glove                 | Highlands            |                        |
| 103 | Lachlan                  |                        | Euan Maclachlan of Maclachlan                                                                                                | Fortis et fidus                               | Highlands            |                        |
| 104 | MacLaine of Lochbuie     |                        | Lorne MacLaine of Lochbuie                                                                                                   | Vincere vel mori                              | Highlands            |                        |
| 105 | MacLaren                 |                        | Donald MacLaren of MacLaren and Achleskine                                                                                   | Creag an turie!                               | Highlands            |                        |
| 106 | MacLean                  | Godło klanu Maclean    | Hon Sir Lachlan Maclean of Duart and Morvern, 12th Bt.                                                                       | Virtue mine honour                            | Highlands            |                        |
| 107 | MacLellan                | Godło klanu MacLellan  | Lord of Kikcudbright | Think on                                      | Highlands            |                        |
| 108 | MacLennan                |                        | Ruairidh MacLennan of MacLennan                                                                                              | Dum spiro spero                               | Highlands            |                        |
| 109 | MacLeod                  | godło klanu MacLeod    | John MacLeod of Macleod | Hold fast!                                    | Highlands            |                        |
| 111 | MacLeod of Lewis         |                        | Torquil MacLeod of the Lewis                                                                                                 | Hold fast!                                    | Highlands            |                        |
| 111 | MacMillan                |                        | George MacMillan of Macmillan and Knap                                                                                       | Miseris succurrere disco                      | Highlands            |                        |
| 112 | MacNab                   |                        | James Charles Macnab of Macnab                                                                                               | Timor omnis abesto                            | Highlands            |                        |
| 113 | MacNaughten              |                        | Sir Patrick Macnaghten of Macnaghten and Dundarave, 11th Bt.                                                                 | I hope in God                                 | Highlands            |                        |
| 114 | MacNeacail               |                        | John Macneacail of Macneacail and Scorrabreac                                                                                | Sgorr-a-bhreac                                | Highlands            |                        |
| 115 | MacNaill of Barra        |                        | Ian R. MacNeil of Barra | Buaidh na bas                                 | Highlands            |                        |
| 116 | Macpherson               |                        | Sir William Macpherson of Cluny and Blairgowrie                                                                              | Touch not a cat bot a glove                   | Highlands            |                        |
| 117 | MacPhee                  |                        | MacPhee of Colonsay | Pro Rege                                      | Highlands            |                        |
| 118 | MacQuarrie               |                        | MacQuarrie of Ulva | An t’arm breac dear                           | Highlands            |                        |
| 119 | MacQueen                 |                        | MacQueen of McQueen | Constant and faithfull                        | Highlands            |                        |
| 120 | MacTavish                |                        | Steven Edward Dugald MacTavish of Dunardry                                                                                   | Non oblitus                                   | Highlands            |                        |
| 121 | MacThomas                |                        | Andrew P. C. MacThomas of Finegand                                                                                           | Deo juvante invidiam superabo                 | Highlands            |                        |
| 122 | Maitland                 |                        | Patrick Francis Maitland, 17th Earl of Lauderdale                                                                            | Consilo et animis                             | Lowlands             |                        |
| 123 | Makgill                  |                        | Ian Arthur Alexander Makgill, 14th Viscount of Oxfuird                                                                       | Sine fine                                     | Highlands            |                        |
| 124 | Malcolm(MacCallum)       |                        | Robin N. L. Malcolm of Poltalloch                                                                                            | In ardua petit                                | Highlands            |                        |
| 125 | Mar                      |                        | Margaret of Mar, Countess of Mar, 30th in line                                                                               | Pans plus                                     | Lowlands             |                        |
| 126 | Marjoribanks             |                        | Andrew George Marjoribanks of that Ilk                                                                                       | Et custos et pugnax                           | Lowlands             |                        |
| 127 | Matheson                 |                        | Fergus John Matheson of Matheson, 7th Bt.                                                                                    | Fac et spera                                  | Highlands            |                        |
| 128 | Menzies                  |                        | David R.S. Menzies of Menzies                                                                                                | Vill God I Zall                               | Highlands            |                        |
| 129 | Moffat                   |                        | Jean Moffat of that Ilk | Spero meliora                                 | Lowlands             |                        |
| 130 | Moncreiff                |                        | The Hon. Peregrine D.E.M. Moncrieffe of that Ilk                                                                             | Sur esperance                                 | Highlands            |                        |
| 131 | Montgomery               |                        | Archibald George Montgomerie, 18th Earl of Eglinton and 6th Earl of Winton                                                   | Gardes bien                                   | Lowlands             |                        |
| 132 | Munro                    |                        | Hector W. Munro of Foulis | Dread God                                     | Highlands            |                        |
| 133 | Klan Murray              |                        | John Murray, 11th Duke of Atholl                                                                                             | Tout prest                                    | Highlands            |                        |
| 134 | Napier                   |                        | The Rt. Hon. Lord Napier and Ettrick                                                                                         | Sans tache                                    | Lowlands             |                        |
| 135 | Nesbitt                  |                        | Mark Nesbitt of that Ilk | I byd it                                      | Lowlands             |                        |
| 136 | Nicolson                 |                        | David Henry Arthur Nicolson of that Ilk, 4th Baron Carnock                                                                   | Generositate                                  | Highlands            |                        |
| 137 | Ogilvy                   |                        | David George Patrick Coke Ogilvy, 8th Earl of Airlie                                                                         | A fin                                         | Highlands            |                        |
| 138 | Oliphant                 |                        | Richard Oliphant of that Ilk                                                                                                 | Tour pourvoir                                 | Highlands            |                        |
| 139 | Primrose                 |                        | 7th Earl of Rosebery | Fide et fiducia                               | Lowlands             |                        |
| 140 | Ramsay                   |                        | James Hubert Ramsay, 17th Earl of Dalhousie                                                                                  | Ora et labora                                 | Lowlands             |                        |
| 141 | Rattray                  |                        | Lachlan Rattray of Rattray                                                                                                   | Super sidera votum                            | Highlands            |                        |
| 142 | Riddell                  |                        | Sir John Riddell of that Ilk, Bt.                                                                                            | I hope to share                               | Lowlands             |                        |
| 143 | Struan                   |                        | Gilbert Robertson of Struan                                                                                                  | Virtutis gloria merces                        | Highlands            |                        |
| 144 | Rollo                    |                        | David Eric Howard Rollo, 14th Lord Rollo                                                                                     | La fortune passe partout                      | Lowlands             |                        |
| 145 | Rose                     |                        | Anna Elizabeth Guillemard Rose of Kilravock                                                                                  | Constant and true                             | Lowlands             |                        |
| 146 | Ross                     |                        | David Campbell Ross of Ross and Balnagowan                                                                                   | Spem successus alit                           | Highlands            |                        |
| 147 | Ruthven                  |                        | Alexander Patrick Greysteil Ruthven, 2nd Earl of Gowrie                                                                      | Deid shav                                     | Lowlands             |                        |
| 148 | Sandilands               |                        | The Rt. Hon. the Lord Tophichen                                                                                              | Spero meliora                                 | Lowlands             |                        |
| 149 | Scott                    |                        | Walter Francis John Scott, 9th Duke of Buccleuch 11th Duke of Queensberry                                                    | Amo                                           | Highlands & Lowlands |                        |
| 150 | Scrymgeour               |                        | Alexander Henry Scrymgeour of Dundee, 12th Earl of Dundee                                                                    | Dissipate                                     | Highlands            |                        |
| 151 | Sempill                  |                        | James William Stuart Whitmore Sempill, 21st Lord Sempill                                                                     | Keep tryst                                    | Lowlands             |                        |
| 152 | Shaw of Tordarroch       |                        | John Shaw of Tordarroch | Fide et fortitude                             | Highlands            |                        |
| 153 | Sinclair                 |                        | Malcolm Ian Sinclair, 20th Earl of Caithness                                                                                 | Commit thy work to God                        | Highlands            |                        |
| 154 | Skene                    |                        | Danus Skene of Skene | Virtutis regia merces                         | Lowlands             |                        |
| 155 | Spens                    |                        | Patrick Spens, 4th Baron Spens                                                                                               | Si deus quis contra                           | Lowlands             |                        |
| 156 | Stewart of Appin         |                        | Andrew Francis Stewart of Lorn, Appin and Ardsheal, 17th Chief of Appin                                                      | Creagh an Scaraibh (ang.The Cormorant’s Rock) | Highlands            |                        |
| 157 | Stewart of Atholl        |                        | Duke of Atholl | Furth fortune, and fill the fetters           | Highlands            |                        |
| 158 | Stewart of Galloway      |                        | Earl of Galloway | Viresci vulnere virtus                        | Lowlands             |                        |
| 159 | Stirling                 |                        | Francis John Stirling of Cader                                                                                               | Gang forward                                  | Lowlands             |                        |
| 160 | Strange                  |                        | Timothy Strange of Balcaskie                                                                                                 | Dulce quod utile                              | Lowlands             |                        |
| 161 | Stuart of Bute           |                        | The Most Hon. the Marquess of Bute                                                                                           | Nobilis est ira leonis                        | Highlands            |                        |
| 162 | Sutherland               |                        | Elizabeth Millicent, Countess of Sutherland, 24th in line                                                                    | Sans peur                                     | Highlands            |                        |
| 163 | Swinton                  |                        | Rolfe William Swinton 36. of that Ilk                                                                                        | J’espere                                      | Lowlands             |                        |
| 164 | Trotter                  |                        | Alexander Trotter of Mortonhall                                                                                              | In promptu                                    | Lowlands             |                        |
| 165 | Urquhart                 |                        | Kenneth Trist Urquhart of Urquhart                                                                                           | Meane weil speak weil and doe weil            | Highlands            |                        |
| 166 | Wallace                  |                        | Ian Francis Wallace of that Ilk                                                                                              | Pro libertate                                 | Lowlands             |                        |
| 167 | Wedderburn               |                        | Henry David Wedderburn of that Ilk, Lord Scrymgeour, Master of Dundee                                                        | Non degener                                   | Lowlands             |                        |
| 168 | Weir                     |                        | Weir of Blackwood | Vero nihil veruis                             | Lowlands             |                        |
| 169 | Wemyss                   |                        | David Wemyss of that Ilk | Je pense                                      | Lowlands             |                        |
| 169 | Wood                     |                        | Wood of Largo lub Wood of Bonnytoun                                                                                          | Tutus in Undis lub Defend                     | Lowlands             |                        |